# Obermichelbach
Obermichelbach là một đô thị thuộc huyện Fürth trong bang Bayern nước Đức. Đô thị Obermichelbach có diện tích 9,28 km², dân số thời điểm 31 tháng 12 năm 2006 là 2890 người.